# Прибитки (Гомельський район)
Прибитки (біл. Прыбыткі) — агромістечко, центр Прибитковської сільської ради Гомельського району Гомельської області Республіки Білорусь.

## Географія

### Розташування
За 5 км від залізничної станції Зябровка (на лінії Гомель — Тереховка), 22 км на південний схід від Гомеля.

## Гідрографія
На річці Уть (притока річки Сож).

## Транспортна мережа
Транспортні зв'язки степовою, потім автомобільною дорогою Нові Яриловичі — Гомель. Планування квартальне. Паралельно головною криволінійною вулицею проходять 5 вулиць, що перетинаються провулками. Забудова здебільшого дерев'яна садибного типу. У центрі, поруч зі згорілою 1943 року церквою, у будівлі колишньої школи 1992 року відкрито новий храм.

## Населення

### Чисельність
- 2009 — 484 мешканці

## Відомі уродженці
- Ф. Ф. Петренко — заслужений діяч культури Білорусі, організатор та керівник Прибитковського народного хору.